# مارهاریتا ماخنوا
مارهاریتا ماخنوا ((به بلاروسی: Маргарыта Рыгораўна Махнева (Цішкевіч))؛ زادهٔ ۱۳ فوریهٔ ۱۹۹۲) قایقران کانو زن اهل بلاروس است.